# 285

## Evenimente
- martie: Bătălia de la Margus. Conflict între armatele împăraților romani rivali Dioclețian și Carinus.

## Nașteri
- dată necunoscută: Sfântul Mina  (d. 309)
- dată necunoscută: Sfântul Neofit  (d. 303)

## Decese
- Carinus, împărat roman (n. 250)